# Бакар(I)-сулфат
Бакар(I) сулфат је неорганско хемијско једињење хемијске формуле 4, где је оксидациони број бакра +1. Познато је још и под називом купросулфат.

## Добијање
Може се добити у реакцији метил- или етил-сулфата и купросулфида у одсуству влаге и на повишеној температури. Могуће је да се гради и у реакцији куприсулфата са елементарним бакром, али је за то изгледа потребна висока температура.

## Физичка и хемијска својства
Овај сулфат је светлозелени прах, који се у води разлаже на бакар и бакар(II)-сулфат:
{\displaystyle \mathrm {Cu_{2}SO_{4}\longrightarrow \;2CuSO_{4}+Cu} }